# Miodrag Mladenović
Miodrag Mladenović (* 14. juna 1964, Zemun) je srpski problemista.
U 2007 postiže titulu velemajstora za šahovsku kompoziciju.

## Problem
|   | a | b | c | d | e | f | g | h |   |
| 8 | d8 white knight · b7 white pawn · c7 black king · d7 white knight · e7 white pawn · f7 white rook · b6 black pawn · e6 white pawn · d5 white rook · a3 black pawn · f3 black pawn · g3 black pawn · b2 black pawn · f2 black pawn · h2 white bishop · a1 black rook · b1 black rook · e1 white queen · f1 white king · h1 black knight | d8 white knight · b7 white pawn · c7 black king · d7 white knight · e7 white pawn · f7 white rook · b6 black pawn · e6 white pawn · d5 white rook · a3 black pawn · f3 black pawn · g3 black pawn · b2 black pawn · f2 black pawn · h2 white bishop · a1 black rook · b1 black rook · e1 white queen · f1 white king · h1 black knight | d8 white knight · b7 white pawn · c7 black king · d7 white knight · e7 white pawn · f7 white rook · b6 black pawn · e6 white pawn · d5 white rook · a3 black pawn · f3 black pawn · g3 black pawn · b2 black pawn · f2 black pawn · h2 white bishop · a1 black rook · b1 black rook · e1 white queen · f1 white king · h1 black knight | d8 white knight · b7 white pawn · c7 black king · d7 white knight · e7 white pawn · f7 white rook · b6 black pawn · e6 white pawn · d5 white rook · a3 black pawn · f3 black pawn · g3 black pawn · b2 black pawn · f2 black pawn · h2 white bishop · a1 black rook · b1 black rook · e1 white queen · f1 white king · h1 black knight | d8 white knight · b7 white pawn · c7 black king · d7 white knight · e7 white pawn · f7 white rook · b6 black pawn · e6 white pawn · d5 white rook · a3 black pawn · f3 black pawn · g3 black pawn · b2 black pawn · f2 black pawn · h2 white bishop · a1 black rook · b1 black rook · e1 white queen · f1 white king · h1 black knight | d8 white knight · b7 white pawn · c7 black king · d7 white knight · e7 white pawn · f7 white rook · b6 black pawn · e6 white pawn · d5 white rook · a3 black pawn · f3 black pawn · g3 black pawn · b2 black pawn · f2 black pawn · h2 white bishop · a1 black rook · b1 black rook · e1 white queen · f1 white king · h1 black knight | d8 white knight · b7 white pawn · c7 black king · d7 white knight · e7 white pawn · f7 white rook · b6 black pawn · e6 white pawn · d5 white rook · a3 black pawn · f3 black pawn · g3 black pawn · b2 black pawn · f2 black pawn · h2 white bishop · a1 black rook · b1 black rook · e1 white queen · f1 white king · h1 black knight | d8 white knight · b7 white pawn · c7 black king · d7 white knight · e7 white pawn · f7 white rook · b6 black pawn · e6 white pawn · d5 white rook · a3 black pawn · f3 black pawn · g3 black pawn · b2 black pawn · f2 black pawn · h2 white bishop · a1 black rook · b1 black rook · e1 white queen · f1 white king · h1 black knight | 8 |
| 7 | d8 white knight · b7 white pawn · c7 black king · d7 white knight · e7 white pawn · f7 white rook · b6 black pawn · e6 white pawn · d5 white rook · a3 black pawn · f3 black pawn · g3 black pawn · b2 black pawn · f2 black pawn · h2 white bishop · a1 black rook · b1 black rook · e1 white queen · f1 white king · h1 black knight | d8 white knight · b7 white pawn · c7 black king · d7 white knight · e7 white pawn · f7 white rook · b6 black pawn · e6 white pawn · d5 white rook · a3 black pawn · f3 black pawn · g3 black pawn · b2 black pawn · f2 black pawn · h2 white bishop · a1 black rook · b1 black rook · e1 white queen · f1 white king · h1 black knight | d8 white knight · b7 white pawn · c7 black king · d7 white knight · e7 white pawn · f7 white rook · b6 black pawn · e6 white pawn · d5 white rook · a3 black pawn · f3 black pawn · g3 black pawn · b2 black pawn · f2 black pawn · h2 white bishop · a1 black rook · b1 black rook · e1 white queen · f1 white king · h1 black knight | d8 white knight · b7 white pawn · c7 black king · d7 white knight · e7 white pawn · f7 white rook · b6 black pawn · e6 white pawn · d5 white rook · a3 black pawn · f3 black pawn · g3 black pawn · b2 black pawn · f2 black pawn · h2 white bishop · a1 black rook · b1 black rook · e1 white queen · f1 white king · h1 black knight | d8 white knight · b7 white pawn · c7 black king · d7 white knight · e7 white pawn · f7 white rook · b6 black pawn · e6 white pawn · d5 white rook · a3 black pawn · f3 black pawn · g3 black pawn · b2 black pawn · f2 black pawn · h2 white bishop · a1 black rook · b1 black rook · e1 white queen · f1 white king · h1 black knight | d8 white knight · b7 white pawn · c7 black king · d7 white knight · e7 white pawn · f7 white rook · b6 black pawn · e6 white pawn · d5 white rook · a3 black pawn · f3 black pawn · g3 black pawn · b2 black pawn · f2 black pawn · h2 white bishop · a1 black rook · b1 black rook · e1 white queen · f1 white king · h1 black knight | d8 white knight · b7 white pawn · c7 black king · d7 white knight · e7 white pawn · f7 white rook · b6 black pawn · e6 white pawn · d5 white rook · a3 black pawn · f3 black pawn · g3 black pawn · b2 black pawn · f2 black pawn · h2 white bishop · a1 black rook · b1 black rook · e1 white queen · f1 white king · h1 black knight | d8 white knight · b7 white pawn · c7 black king · d7 white knight · e7 white pawn · f7 white rook · b6 black pawn · e6 white pawn · d5 white rook · a3 black pawn · f3 black pawn · g3 black pawn · b2 black pawn · f2 black pawn · h2 white bishop · a1 black rook · b1 black rook · e1 white queen · f1 white king · h1 black knight | 7 |
| 6 | d8 white knight · b7 white pawn · c7 black king · d7 white knight · e7 white pawn · f7 white rook · b6 black pawn · e6 white pawn · d5 white rook · a3 black pawn · f3 black pawn · g3 black pawn · b2 black pawn · f2 black pawn · h2 white bishop · a1 black rook · b1 black rook · e1 white queen · f1 white king · h1 black knight | d8 white knight · b7 white pawn · c7 black king · d7 white knight · e7 white pawn · f7 white rook · b6 black pawn · e6 white pawn · d5 white rook · a3 black pawn · f3 black pawn · g3 black pawn · b2 black pawn · f2 black pawn · h2 white bishop · a1 black rook · b1 black rook · e1 white queen · f1 white king · h1 black knight | d8 white knight · b7 white pawn · c7 black king · d7 white knight · e7 white pawn · f7 white rook · b6 black pawn · e6 white pawn · d5 white rook · a3 black pawn · f3 black pawn · g3 black pawn · b2 black pawn · f2 black pawn · h2 white bishop · a1 black rook · b1 black rook · e1 white queen · f1 white king · h1 black knight | d8 white knight · b7 white pawn · c7 black king · d7 white knight · e7 white pawn · f7 white rook · b6 black pawn · e6 white pawn · d5 white rook · a3 black pawn · f3 black pawn · g3 black pawn · b2 black pawn · f2 black pawn · h2 white bishop · a1 black rook · b1 black rook · e1 white queen · f1 white king · h1 black knight | d8 white knight · b7 white pawn · c7 black king · d7 white knight · e7 white pawn · f7 white rook · b6 black pawn · e6 white pawn · d5 white rook · a3 black pawn · f3 black pawn · g3 black pawn · b2 black pawn · f2 black pawn · h2 white bishop · a1 black rook · b1 black rook · e1 white queen · f1 white king · h1 black knight | d8 white knight · b7 white pawn · c7 black king · d7 white knight · e7 white pawn · f7 white rook · b6 black pawn · e6 white pawn · d5 white rook · a3 black pawn · f3 black pawn · g3 black pawn · b2 black pawn · f2 black pawn · h2 white bishop · a1 black rook · b1 black rook · e1 white queen · f1 white king · h1 black knight | d8 white knight · b7 white pawn · c7 black king · d7 white knight · e7 white pawn · f7 white rook · b6 black pawn · e6 white pawn · d5 white rook · a3 black pawn · f3 black pawn · g3 black pawn · b2 black pawn · f2 black pawn · h2 white bishop · a1 black rook · b1 black rook · e1 white queen · f1 white king · h1 black knight | d8 white knight · b7 white pawn · c7 black king · d7 white knight · e7 white pawn · f7 white rook · b6 black pawn · e6 white pawn · d5 white rook · a3 black pawn · f3 black pawn · g3 black pawn · b2 black pawn · f2 black pawn · h2 white bishop · a1 black rook · b1 black rook · e1 white queen · f1 white king · h1 black knight | 6 |
| 5 | d8 white knight · b7 white pawn · c7 black king · d7 white knight · e7 white pawn · f7 white rook · b6 black pawn · e6 white pawn · d5 white rook · a3 black pawn · f3 black pawn · g3 black pawn · b2 black pawn · f2 black pawn · h2 white bishop · a1 black rook · b1 black rook · e1 white queen · f1 white king · h1 black knight | d8 white knight · b7 white pawn · c7 black king · d7 white knight · e7 white pawn · f7 white rook · b6 black pawn · e6 white pawn · d5 white rook · a3 black pawn · f3 black pawn · g3 black pawn · b2 black pawn · f2 black pawn · h2 white bishop · a1 black rook · b1 black rook · e1 white queen · f1 white king · h1 black knight | d8 white knight · b7 white pawn · c7 black king · d7 white knight · e7 white pawn · f7 white rook · b6 black pawn · e6 white pawn · d5 white rook · a3 black pawn · f3 black pawn · g3 black pawn · b2 black pawn · f2 black pawn · h2 white bishop · a1 black rook · b1 black rook · e1 white queen · f1 white king · h1 black knight | d8 white knight · b7 white pawn · c7 black king · d7 white knight · e7 white pawn · f7 white rook · b6 black pawn · e6 white pawn · d5 white rook · a3 black pawn · f3 black pawn · g3 black pawn · b2 black pawn · f2 black pawn · h2 white bishop · a1 black rook · b1 black rook · e1 white queen · f1 white king · h1 black knight | d8 white knight · b7 white pawn · c7 black king · d7 white knight · e7 white pawn · f7 white rook · b6 black pawn · e6 white pawn · d5 white rook · a3 black pawn · f3 black pawn · g3 black pawn · b2 black pawn · f2 black pawn · h2 white bishop · a1 black rook · b1 black rook · e1 white queen · f1 white king · h1 black knight | d8 white knight · b7 white pawn · c7 black king · d7 white knight · e7 white pawn · f7 white rook · b6 black pawn · e6 white pawn · d5 white rook · a3 black pawn · f3 black pawn · g3 black pawn · b2 black pawn · f2 black pawn · h2 white bishop · a1 black rook · b1 black rook · e1 white queen · f1 white king · h1 black knight | d8 white knight · b7 white pawn · c7 black king · d7 white knight · e7 white pawn · f7 white rook · b6 black pawn · e6 white pawn · d5 white rook · a3 black pawn · f3 black pawn · g3 black pawn · b2 black pawn · f2 black pawn · h2 white bishop · a1 black rook · b1 black rook · e1 white queen · f1 white king · h1 black knight | d8 white knight · b7 white pawn · c7 black king · d7 white knight · e7 white pawn · f7 white rook · b6 black pawn · e6 white pawn · d5 white rook · a3 black pawn · f3 black pawn · g3 black pawn · b2 black pawn · f2 black pawn · h2 white bishop · a1 black rook · b1 black rook · e1 white queen · f1 white king · h1 black knight | 5 |
| 4 | d8 white knight · b7 white pawn · c7 black king · d7 white knight · e7 white pawn · f7 white rook · b6 black pawn · e6 white pawn · d5 white rook · a3 black pawn · f3 black pawn · g3 black pawn · b2 black pawn · f2 black pawn · h2 white bishop · a1 black rook · b1 black rook · e1 white queen · f1 white king · h1 black knight | d8 white knight · b7 white pawn · c7 black king · d7 white knight · e7 white pawn · f7 white rook · b6 black pawn · e6 white pawn · d5 white rook · a3 black pawn · f3 black pawn · g3 black pawn · b2 black pawn · f2 black pawn · h2 white bishop · a1 black rook · b1 black rook · e1 white queen · f1 white king · h1 black knight | d8 white knight · b7 white pawn · c7 black king · d7 white knight · e7 white pawn · f7 white rook · b6 black pawn · e6 white pawn · d5 white rook · a3 black pawn · f3 black pawn · g3 black pawn · b2 black pawn · f2 black pawn · h2 white bishop · a1 black rook · b1 black rook · e1 white queen · f1 white king · h1 black knight | d8 white knight · b7 white pawn · c7 black king · d7 white knight · e7 white pawn · f7 white rook · b6 black pawn · e6 white pawn · d5 white rook · a3 black pawn · f3 black pawn · g3 black pawn · b2 black pawn · f2 black pawn · h2 white bishop · a1 black rook · b1 black rook · e1 white queen · f1 white king · h1 black knight | d8 white knight · b7 white pawn · c7 black king · d7 white knight · e7 white pawn · f7 white rook · b6 black pawn · e6 white pawn · d5 white rook · a3 black pawn · f3 black pawn · g3 black pawn · b2 black pawn · f2 black pawn · h2 white bishop · a1 black rook · b1 black rook · e1 white queen · f1 white king · h1 black knight | d8 white knight · b7 white pawn · c7 black king · d7 white knight · e7 white pawn · f7 white rook · b6 black pawn · e6 white pawn · d5 white rook · a3 black pawn · f3 black pawn · g3 black pawn · b2 black pawn · f2 black pawn · h2 white bishop · a1 black rook · b1 black rook · e1 white queen · f1 white king · h1 black knight | d8 white knight · b7 white pawn · c7 black king · d7 white knight · e7 white pawn · f7 white rook · b6 black pawn · e6 white pawn · d5 white rook · a3 black pawn · f3 black pawn · g3 black pawn · b2 black pawn · f2 black pawn · h2 white bishop · a1 black rook · b1 black rook · e1 white queen · f1 white king · h1 black knight | d8 white knight · b7 white pawn · c7 black king · d7 white knight · e7 white pawn · f7 white rook · b6 black pawn · e6 white pawn · d5 white rook · a3 black pawn · f3 black pawn · g3 black pawn · b2 black pawn · f2 black pawn · h2 white bishop · a1 black rook · b1 black rook · e1 white queen · f1 white king · h1 black knight | 4 |
| 3 | d8 white knight · b7 white pawn · c7 black king · d7 white knight · e7 white pawn · f7 white rook · b6 black pawn · e6 white pawn · d5 white rook · a3 black pawn · f3 black pawn · g3 black pawn · b2 black pawn · f2 black pawn · h2 white bishop · a1 black rook · b1 black rook · e1 white queen · f1 white king · h1 black knight | d8 white knight · b7 white pawn · c7 black king · d7 white knight · e7 white pawn · f7 white rook · b6 black pawn · e6 white pawn · d5 white rook · a3 black pawn · f3 black pawn · g3 black pawn · b2 black pawn · f2 black pawn · h2 white bishop · a1 black rook · b1 black rook · e1 white queen · f1 white king · h1 black knight | d8 white knight · b7 white pawn · c7 black king · d7 white knight · e7 white pawn · f7 white rook · b6 black pawn · e6 white pawn · d5 white rook · a3 black pawn · f3 black pawn · g3 black pawn · b2 black pawn · f2 black pawn · h2 white bishop · a1 black rook · b1 black rook · e1 white queen · f1 white king · h1 black knight | d8 white knight · b7 white pawn · c7 black king · d7 white knight · e7 white pawn · f7 white rook · b6 black pawn · e6 white pawn · d5 white rook · a3 black pawn · f3 black pawn · g3 black pawn · b2 black pawn · f2 black pawn · h2 white bishop · a1 black rook · b1 black rook · e1 white queen · f1 white king · h1 black knight | d8 white knight · b7 white pawn · c7 black king · d7 white knight · e7 white pawn · f7 white rook · b6 black pawn · e6 white pawn · d5 white rook · a3 black pawn · f3 black pawn · g3 black pawn · b2 black pawn · f2 black pawn · h2 white bishop · a1 black rook · b1 black rook · e1 white queen · f1 white king · h1 black knight | d8 white knight · b7 white pawn · c7 black king · d7 white knight · e7 white pawn · f7 white rook · b6 black pawn · e6 white pawn · d5 white rook · a3 black pawn · f3 black pawn · g3 black pawn · b2 black pawn · f2 black pawn · h2 white bishop · a1 black rook · b1 black rook · e1 white queen · f1 white king · h1 black knight | d8 white knight · b7 white pawn · c7 black king · d7 white knight · e7 white pawn · f7 white rook · b6 black pawn · e6 white pawn · d5 white rook · a3 black pawn · f3 black pawn · g3 black pawn · b2 black pawn · f2 black pawn · h2 white bishop · a1 black rook · b1 black rook · e1 white queen · f1 white king · h1 black knight | d8 white knight · b7 white pawn · c7 black king · d7 white knight · e7 white pawn · f7 white rook · b6 black pawn · e6 white pawn · d5 white rook · a3 black pawn · f3 black pawn · g3 black pawn · b2 black pawn · f2 black pawn · h2 white bishop · a1 black rook · b1 black rook · e1 white queen · f1 white king · h1 black knight | 3 |
| 2 | d8 white knight · b7 white pawn · c7 black king · d7 white knight · e7 white pawn · f7 white rook · b6 black pawn · e6 white pawn · d5 white rook · a3 black pawn · f3 black pawn · g3 black pawn · b2 black pawn · f2 black pawn · h2 white bishop · a1 black rook · b1 black rook · e1 white queen · f1 white king · h1 black knight | d8 white knight · b7 white pawn · c7 black king · d7 white knight · e7 white pawn · f7 white rook · b6 black pawn · e6 white pawn · d5 white rook · a3 black pawn · f3 black pawn · g3 black pawn · b2 black pawn · f2 black pawn · h2 white bishop · a1 black rook · b1 black rook · e1 white queen · f1 white king · h1 black knight | d8 white knight · b7 white pawn · c7 black king · d7 white knight · e7 white pawn · f7 white rook · b6 black pawn · e6 white pawn · d5 white rook · a3 black pawn · f3 black pawn · g3 black pawn · b2 black pawn · f2 black pawn · h2 white bishop · a1 black rook · b1 black rook · e1 white queen · f1 white king · h1 black knight | d8 white knight · b7 white pawn · c7 black king · d7 white knight · e7 white pawn · f7 white rook · b6 black pawn · e6 white pawn · d5 white rook · a3 black pawn · f3 black pawn · g3 black pawn · b2 black pawn · f2 black pawn · h2 white bishop · a1 black rook · b1 black rook · e1 white queen · f1 white king · h1 black knight | d8 white knight · b7 white pawn · c7 black king · d7 white knight · e7 white pawn · f7 white rook · b6 black pawn · e6 white pawn · d5 white rook · a3 black pawn · f3 black pawn · g3 black pawn · b2 black pawn · f2 black pawn · h2 white bishop · a1 black rook · b1 black rook · e1 white queen · f1 white king · h1 black knight | d8 white knight · b7 white pawn · c7 black king · d7 white knight · e7 white pawn · f7 white rook · b6 black pawn · e6 white pawn · d5 white rook · a3 black pawn · f3 black pawn · g3 black pawn · b2 black pawn · f2 black pawn · h2 white bishop · a1 black rook · b1 black rook · e1 white queen · f1 white king · h1 black knight | d8 white knight · b7 white pawn · c7 black king · d7 white knight · e7 white pawn · f7 white rook · b6 black pawn · e6 white pawn · d5 white rook · a3 black pawn · f3 black pawn · g3 black pawn · b2 black pawn · f2 black pawn · h2 white bishop · a1 black rook · b1 black rook · e1 white queen · f1 white king · h1 black knight | d8 white knight · b7 white pawn · c7 black king · d7 white knight · e7 white pawn · f7 white rook · b6 black pawn · e6 white pawn · d5 white rook · a3 black pawn · f3 black pawn · g3 black pawn · b2 black pawn · f2 black pawn · h2 white bishop · a1 black rook · b1 black rook · e1 white queen · f1 white king · h1 black knight | 2 |
| 1 | d8 white knight · b7 white pawn · c7 black king · d7 white knight · e7 white pawn · f7 white rook · b6 black pawn · e6 white pawn · d5 white rook · a3 black pawn · f3 black pawn · g3 black pawn · b2 black pawn · f2 black pawn · h2 white bishop · a1 black rook · b1 black rook · e1 white queen · f1 white king · h1 black knight | d8 white knight · b7 white pawn · c7 black king · d7 white knight · e7 white pawn · f7 white rook · b6 black pawn · e6 white pawn · d5 white rook · a3 black pawn · f3 black pawn · g3 black pawn · b2 black pawn · f2 black pawn · h2 white bishop · a1 black rook · b1 black rook · e1 white queen · f1 white king · h1 black knight | d8 white knight · b7 white pawn · c7 black king · d7 white knight · e7 white pawn · f7 white rook · b6 black pawn · e6 white pawn · d5 white rook · a3 black pawn · f3 black pawn · g3 black pawn · b2 black pawn · f2 black pawn · h2 white bishop · a1 black rook · b1 black rook · e1 white queen · f1 white king · h1 black knight | d8 white knight · b7 white pawn · c7 black king · d7 white knight · e7 white pawn · f7 white rook · b6 black pawn · e6 white pawn · d5 white rook · a3 black pawn · f3 black pawn · g3 black pawn · b2 black pawn · f2 black pawn · h2 white bishop · a1 black rook · b1 black rook · e1 white queen · f1 white king · h1 black knight | d8 white knight · b7 white pawn · c7 black king · d7 white knight · e7 white pawn · f7 white rook · b6 black pawn · e6 white pawn · d5 white rook · a3 black pawn · f3 black pawn · g3 black pawn · b2 black pawn · f2 black pawn · h2 white bishop · a1 black rook · b1 black rook · e1 white queen · f1 white king · h1 black knight | d8 white knight · b7 white pawn · c7 black king · d7 white knight · e7 white pawn · f7 white rook · b6 black pawn · e6 white pawn · d5 white rook · a3 black pawn · f3 black pawn · g3 black pawn · b2 black pawn · f2 black pawn · h2 white bishop · a1 black rook · b1 black rook · e1 white queen · f1 white king · h1 black knight | d8 white knight · b7 white pawn · c7 black king · d7 white knight · e7 white pawn · f7 white rook · b6 black pawn · e6 white pawn · d5 white rook · a3 black pawn · f3 black pawn · g3 black pawn · b2 black pawn · f2 black pawn · h2 white bishop · a1 black rook · b1 black rook · e1 white queen · f1 white king · h1 black knight | d8 white knight · b7 white pawn · c7 black king · d7 white knight · e7 white pawn · f7 white rook · b6 black pawn · e6 white pawn · d5 white rook · a3 black pawn · f3 black pawn · g3 black pawn · b2 black pawn · f2 black pawn · h2 white bishop · a1 black rook · b1 black rook · e1 white queen · f1 white king · h1 black knight | 1 |
|   | a | b | c | d | e | f | g | h |   |

Varka:
1.Td5-d3? preti 2.Tc3+ Kd6 3.Dd1+ Txd1 mat i variante:

1. ... fxe1L 2. b7-b8L+ Kc7-c8 3.Td3-c3+ Le1xc3 mat

1. ... fxe1S 2. e7-e8S+ Kc7xd8 3.Sd7-f6+ Se1xd3 mat
Rešenje:
1.Td5-d2! preti 2.Tc2+ Kd6 3.Dd1+ Txd1 mat i variante:

1. ... fxe1L 2. e7-e8S+ Kc7xd8 3.Sd7-f6+ Le1xd2 mat

1. ... fxe1S 2. b7-b8L+ Kc7-c8 3.Td2-c2+ Se1xc2 mat

## Spoljašnje veze
- ' Mladenovićevi problemi[мртва веза] na PDB Serveru